# Myrocarpus frondosus
El Myrocarpus frondosus,  incienso,  yvyrá payé,  es un árbol que llega a medir hasta 30 m,  y es endémico del nordeste, sudeste, sur de Brasil; oriente de Paraguay, NEA de Argentina. De la familia de las leguminosas,  subfamilia de las faboideas,  es una  aromática y melífera, de corteza ceniza parduzca, madera rojiza con manchas amarillas oscuras, hojas imparipinnadas, flores blancas, y frutos oblongos.  Es cultivada principalmente por su madera noble y sus esencias,  utilizadas en perfumería, y su aceite bálsamo, obtenido por incisión del tronco,  y por usos medicinales de la corteza, hojas y frutos.

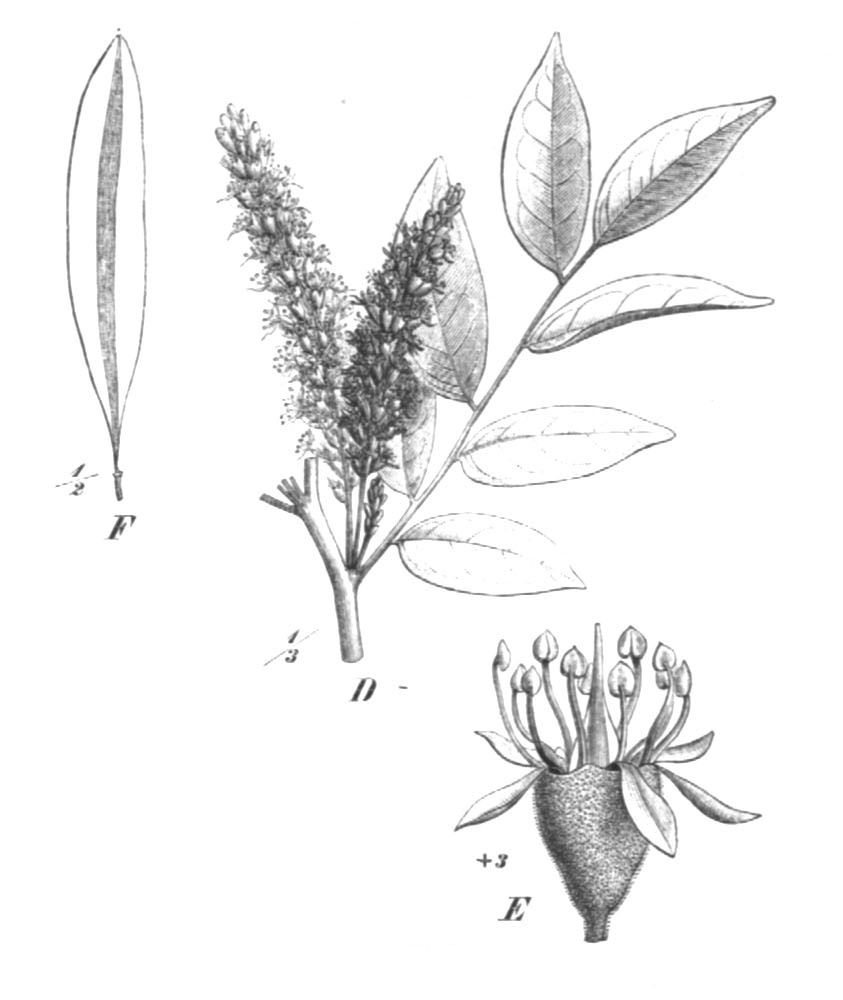
Ilustración

## Características generales
Altura de 10-30 m, con tronco de 6-8 dm;  es importante en el estrato superior, y mayor frecuencia en lo húmedo del bosque. Especie higrófila y heliófita, que mejora con  aperturas en el dosel para su regeneración.  En plantaciones crece con mal forma, necesita podas de corrección. Nunca plantar a pleno sol. Ideal: plantaciones mixtas,  con especies pioneras o secundarias iniciales o en cultivo  matricial en faja libre en el bosque.  Plantar en líneas. Rinde bien en promedio de sobrevida con plantaciones de tocones.  Imprescindible la poda correctiva.
Peso específico (g/cm³): 0,8 

## Fenología
Florece en los meses de julio-septiembre,  con maduración de frutos en los meses de octubre a noviembre.

## Colecta de simiente
Se los recolecta cuando inician la dehiscencia espontánea y liberación de las semillas, o luego de la caída donde los frutos  se plantan directamente.  1 kg/17.000 unidades  (enlace roto disponible en Internet Archive; véase el historial, la primera versión y la última).

## Taxonomía
Myrocarpus frondosus fue descrita por (L.) DC. y publicado en Diss. Leg. 22. 1848.
Sinonimia
- Leptolobium punctatum Benth.
- Myrocarpus paraguariensis Hallier f.[2]